# Adrian Dragoș Iordache
Adrian Dragoș Iordache (n. 13 noiembrie 1981, Pitești) este un fost fotbalist român, care a evoluat pe postul de atacant. De-a lungul carierei a jucat în România, la FC Argeș, Pandurii și CS Otopeni, în Germania, la Energie Cottbus, în Grecia, la Levadiakos și în Rusia, la FC Șinnik Iaroslavl.